# Svortland
Svortland è un villaggio della Norvegia, situato nella municipalità di Bømlo, nella contea di Vestland.